# Coppa di Portogallo 2009-2010 (pallavolo femminile)
La Coppa di Portogallo di pallavolo femminile 2009-2010 è stata la 38ª edizione della coppa nazionale di Portogallo e si è svolta dal 1º dicembre 2009 al 25 aprile 2010. Alla competizione hanno partecipato 21 squadre e la vittoria finale è andata per la quinta volta al Clube Académico da Trofa.

## Squadre partecipanti
| - Académica - Ala Nun'Álvares - Arcozelo - Belenenses - Boavista - Braga - Câmara de Lobos - Cascais | - Clube K - Gueifães - Juventude - Leixões - Lisboa - Lusófona | - Saõ Mamede - Oeiras - Juventude Pacense - Póvoa - Santo Tirso - Trofa - Vitória |

## Torneo

### Tabellone
|  | Quarti di finale | Quarti di finale | Quarti di finale |         |                 | Semifinali      | Semifinali | Semifinali |  |  | Finale | Finale | Finale |  |
|  |                  |                  |                  |         |                 |                 |            |            |  |  |        |        |        |  |
|  | Ala Nun'Álvares  | Ala Nun'Álvares  | 0                |         |                 |                 |            |            |  |  |        |        |        |  |
|  | Ala Nun'Álvares  | Ala Nun'Álvares  | 0                |         |                 |                 |            |            |  |  |        |        |        |  |
|  | Trofa            | Trofa            | 3                |         |                 |                 |            |            |  |  |        |        |        |  |
|  | Trofa            | Trofa            | 3                |         | Trofa           | Trofa           | 3          |            |  |  |        |        |        |  |
|  |                  |                  |                  |         | Trofa           | Trofa           | 3          |            |  |  |        |        |        |  |
|  |                  |                  | Clube K          | Clube K | 1               |                 |            |            |  |  |        |        |        |  |
|  | Clube K          | Clube K          | Clube K          | Clube K | 1               | 3               |            |            |  |  |        |        |        |  |
|  | Clube K          | Clube K          |                  |         |                 |                 |            |            |  |  |        |        |        |  |
|  | Vitória          | Vitória          | 0                |         |                 |                 |            |            |  |  |        |        |        |  |
|  | Vitória          | Vitória          | 0                |         | Trofa           | Trofa           | 3          |            |  |  |        |        |        |  |
|  |                  |                  |                  |         |                 |                 |            |            |  |  |        |        |        |  |
|  |                  |                  | Braga            | Braga   | 0               |                 |            |            |  |  |        |        |        |  |
|  | Câmara de Lobos  | Câmara de Lobos  | Braga            | Braga   | 0               | 3               |            |            |  |  |        |        |        |  |
|  | Câmara de Lobos  | Câmara de Lobos  |                  |         |                 |                 |            |            |  |  |        |        |        |  |
|  | Santo Tirso      | Santo Tirso      | 0                |         |                 |                 |            |            |  |  |        |        |        |  |
|  | Santo Tirso      | Santo Tirso      | 0                |         | Câmara de Lobos | Câmara de Lobos | 2          |            |  |  |        |        |        |  |
|  |                  |                  |                  |         | Câmara de Lobos | Câmara de Lobos | 2          |            |  |  |        |        |        |  |
|  |                  |                  | Braga            | Braga   | 3               |                 |            |            |  |  |        |        |        |  |
|  | Oeiras           | Oeiras           | Braga            | Braga   | 3               | 2               |            |            |  |  |        |        |        |  |
|  | Oeiras           | Oeiras           |                  |         |                 |                 |            |            |  |  |        |        |        |  |
|  | Braga            | Braga            | 3                |         |                 |                 |            |            |  |  |        |        |        |  |

### Calendario

#### Prima fase
| 1º dicembre 2009 - ore 15:00 Pavilhão Municipal dos Pousos, Leiria       | Juventude       | 0 - 3 | Arcozelo          | 14:25, 20:25, 12:25               |
| 1º dicembre 2009 - ore 16:00 Pavilhão Estádio Universitário, Coimbra     | Académica       | 0 - 3 | Vitória           | 25:27, 13:25, 10:25               |
| 1º dicembre 2009 - ore 15:00 Pavilhão Municipal Santo Tirso, Santo Tirso | Santo Tirso     | 3 - 1 | Leixões           | 25:27, 25:21, 25:20, 25:18        |
| 1º dicembre 2009 - ore 17:00 Pavilhão Ala Nun'Álvares, Gondomar          | Ala Nun'Álvares | 3 - 0 | Juventude Pacense | 25:6, 25:13, 25:8                 |
| 1º dicembre 2009 - ore 16:00 Pavilhão Romão do Coronado, Trofa           | Trofa           | 3 - 1 | Gueifães          | 25:13, 19:25, 25:11, 25:17        |
| 1º dicembre 2009 - ore 15:00 Pavilhão Escola de Caminha, Porto           | Boavista        | 3 - 2 | Saõ Mamede        | 21:25, 25:22, 19:25, 25:20, 15:10 |
| 1º dicembre 2009 - ore 16:00 Pavilhão Universidade Lusófona, Porto       | Lusófona        | 0 - 3 | Braga             | 23:25, 15:25, 15:25               |

#### Seconda fase
| 27 dicembre 2009 - ore 17:00 Pavilhão Municipal de Arcozelo, Barcelos | Arcozelo   | 0 - 3 | Trofa           | 11:25, 20:25, 20:25        |
| 27 dicembre 2009 - ore 17:00 Pavilhão Escola de Caminha, Porto        | Boavista   | 0 - 3 | Santo Tirso     | 11:25, 12:25, 21:25        |
| 27 dicembre 2009 - ore 17:00 Pavilhão do Vitória Sport Clube, Setúbal | Vitória    | 3 - 0 | Lisboa          | 11:25, 12:25, 21:25        |
| 27 dicembre 2009 - ore 16:00 Pavilhão Guilherme Pinto Basto, Cascais  | Cascais    | 0 - 3 | Oeiras          | 17:25, 19:25, 10:25        |
| 27 dicembre 2009 - ore 16:00 Pavilhão Acácio Rosa, Lisbona            | Belenenses | 1 - 3 | Braga           | 24:26, 31:29, 19:25, 20:25 |
| 16 gennaio 2010 - ore 18:30 Pavilhão CD Póvoa, Póvoa de Varzim        | Póvoa      | 0 - 3 | Ala Nun'Álvares | 10:25, 14:25, 20:25        |

#### Quarti di finale
| 12 febbraio 2010 - ore 21:30 Pavilhão Ala Nun'Álvares, Gondomar    | Ala Nun'Álvares | 0 - 3 | Trofa       | 23-25, 18-25, 16-25              |
| 13 febbraio 2010 - ore 18:00 Pavilhão Da Kairos, Ponta Delgada     | Clube K         | 3 - 0 | Vitória     | 25-22, 25-12, 25-14              |
| 13 febbraio 2010 - ore 16:30 Pavilhão CSD Câmara, Câmara de Lobos  | Câmara de Lobos | 3 - 0 | Santo Tirso | 25-20, 25-23, 25-18              |
| 13 febbraio 2010 - ore 18:00 Pavilhão Municipal São Julião, Oeiras | Oeiras          | 2 - 3 | Braga       | 25-19, 19-25, 13-25, 25-17, 9-15 |

#### Semifinali
| 13 marzo 2010 - ore 16:00 Pavilhão Romão do Coronado, Trofa    | Trofa           | 3 - 1 | Clube K | 25-16, 25-19, 10-25, 25-13       |
| 13 marzo 2010 - ore 16:00 Pavilhão CSD Câmara, Câmara de Lobos | Câmara de Lobos | 2 - 3 | Braga   | 23-25, 25-23, 25-11, 22-25, 9-15 |

#### Finale
| 25 aprile 2010 - ore 11:30 Pavilhão Multiusos de Baião, Baião | Trofa | 3 - 0 | Braga | 25-15, 25-16, 25-9 |